# Louis-Alexandre Saint-Paul de Sinçay

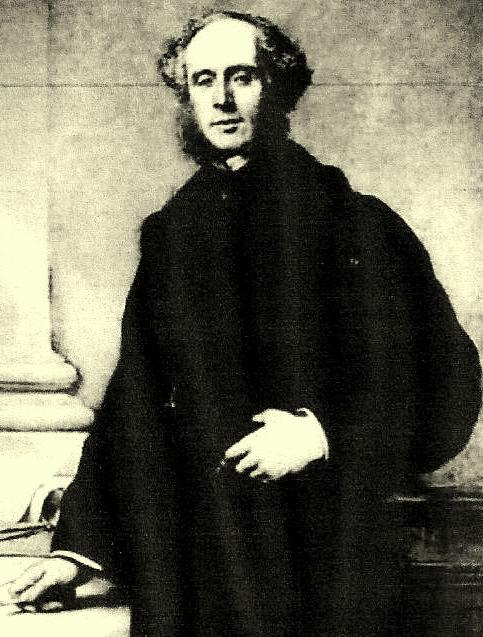
Louis-Alexandre Saint-Paul de Sinçay

Louis-Alexandre Saint-Paul de Sinçay (* 3. Juli 1815 in Paris; † 28. Juli 1890 in Angleur) war ein französischer Industrieller.

## Leben und Wirken
Louis-Alexandre Saint-Paul de Sinçay war der Sohn des Juristen Paul Calley de Saint-Paul (1771–1840) und dessen Ehefrau Alexandrine Félicité Denormandie (1786–1863). Nach seinem Ingenieursstudium an der Universität Lüttich stieg er in die Geschäftsleitung der von François-Dominique Mosselman gegründeten „Société Anonyme des Mines et Fonderies de Zinc de la Vieille-Montagne“ (VM) mit Sitz in Angleur bei Lüttich ein. Ab 1847 leitete er als Geschäftsführer und Direktor die belgischen Werke der VM sowie ab 1856 nach dem Ausscheiden von Charles de Brouckère als Generaldirektor das gut aufgestellte Gesamtunternehmen, dessen Leitung er bis 1887 beibehalten sollte.
Zu dieser Zeit verfügte die Vieille Montagne über eine Gießerei und ein Bergwerk in Neutral-Moresnet zwei Gießereien in den Vororten Saint-Léonard und Angleur von Lüttich sowie Walzwerke in Tilff bei Esneux und in Frankreich. In den 1850er-Jahren entschied sich Saint-Paul de Sinçay für eine maßgebliche Expansionsstrategie und war europaweit an diversen Unternehmensgruppen wie beispielsweise an der „Société des mines et usine à zinc de la Prusse Rhénane“, der „Société Carbonnière Valentin Cocq“, der „Société de la Meuse“ und an der „Société Flône“ entweder beteiligt oder übernahm sie als Tochterunternehmen. Außerhalb Europas erwarb er Konzessionen beispielsweise in Algerien und Tunesien. In seiner Amtszeit stieg die Produktion von 5941 Tonnen im Jahr 1845 auf rund 18.000 Tonnen im Jahr 1855 und die Mitarbeiterzahl in der Produktion stieg allein in Belgien von 1100 im Jahr 1840 auf rund 6.500 um 1890 sowie die Anzahl weiterer Mitarbeiter in den Zulieferbetrieben auf rund 20.000. Darüber hinaus war Saint-Paul de Sinçay im Jahr 1885 maßgeblich an der Einrichtung eines nationalen und internationalen Zinkkartells beteiligt, das für die Preisregulierung und Festlegung von Produktionsmengen der europäischen Mitgliedsländer zuständig war und saß mehr als zehn Jahre im Verwaltungsrat des belgischen Großkonzerns S.A. Cockerill.
Als Arbeitgeber setzte sich Saint-Paul de Sinçay für die sozialen Belange seiner Mitarbeiter ein und gründete eine firmeneigene Sparkasse. Er ließ günstige Sozialwohnungen bauen, schaffte moderne Hygienestandards in den Betrieben und organisierte regelmäßig Betriebsfeste sowie 1868 eine große Fotokampagne an den Standorten in Lüttich, Deutschland, Frankreich und Schweden. Daraus entstanden drei Alben zu jeweils 25 Kartonblättern, deren Einband das Monogramm des Generaldirektors zeigt und die eingefasst sind mit einer Bordüre in Form eines Gürtels mit Schnalle. Zwei dieser Alben zeigen Büstenfotos von vornehm gekleideten Arbeitern mit Namen und ihrer Positionen im Unternehmen, während das dritte Album ganzfigurige Porträts von Arbeitern, darunter auch Kindern, in ihrer Arbeitskleidung porträtieren. Darüber hinaus nahm Saint-Paul de Sinçay Kritik aus der Bevölkerung über Umweltverschmutzungen an seinen Standorten auf und versuchte die von seinem Unternehmen verursachten Unannehmlichkeiten weitestgehend zu reduzieren.
Für seine Verdienste wurde Saint-Paul de Sinçay mit dem Belgischer Leopoldsorden im Rang eines Kommandeurs, dem Königlich Schwedischen Nordstern-Orden im Rang eines Kommandeurs geehrt und im Rang eines Chevaliers im Orden der Ehrenlegion aufgenommen. Die Gesellschaft der Vieille Montagne überreichte Saint-Paul de Sinçay bei seinem Ausscheiden im Jahr 1887 eine bronzene Gedenkmedaille, die auf der Vorderseite ein Kopfporträt des scheidenden Direktors und auf der Rückseite das Wappen des Unternehmens zeigt.
Saint-Paul de Sinçay war in erster Ehe mit Françoise-Joséphine Colson (1816–1849) verheiratet, die ihm einen Sohn gebar. Nach ihrem frühen heiratete er Léontine Horric de Beaucaire (1823–1898), mit zwei weitere Söhne und eine Tochter bekam. Sein Sohn Gaston Saint-Paul de Sinçay (1854–1938) aus der zweiten Ehe stieg 1877 ebenfalls in die Geschäftsleitung der Vieille Montagne ein und bekleidete in der Nachfolge seines Vaters von 1887 bis 1938 das Amt des Generaldirektors.